# Yuriy Sych

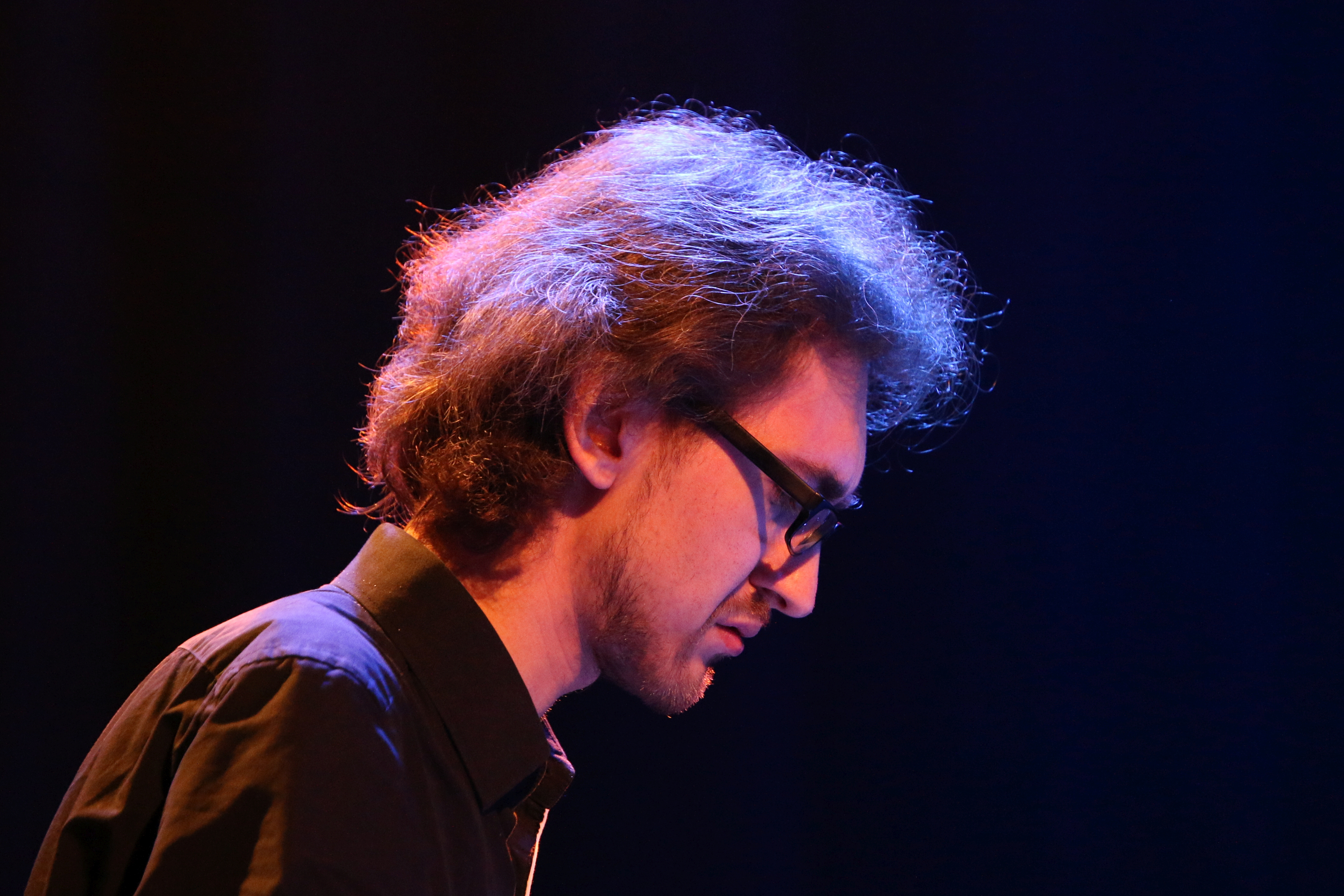
Yuriy Sych (2015)

Yuriy Sych (ukrainisch Юрій Сич, Jurij Sytsch; * 20. April 1985 in Iwano-Frankiwsk, Ukrainische SSR) ist ein ukrainischer Jazzmusiker (Piano, Synthesizer, Komposition).

## Leben und Wirken
Sych begann mit sechs Jahren eine klassische Klavierausbildung; er schloss sein Studium der klassischen Musik in Iwano-Frankiwsk bereits mit 18 Jahren mit Auszeichnung ab. 2003 zog er nach Frankfurt, um an der Hochschule für Musik und Darstellende Kunst Frankfurt am Main sein Klavierstudium bei Irina Edelstein fortzusetzen.
Gemeinsam mit Tim Roth, Martin Standke und dem Saxophonisten Benjamin Steil gründete er 2006 das Contrast Quartet, mit dem er 2009 sein Debütalbum vorlegte. Er studierte nun auch Jazz und Popularmusik an der Hochschule für Musik und Darstellende Kunst Mannheim bei Joerg Reiter. Im Duo spielte er mit Nils Wogram, mit der Sängerin Maren Kips sowie auf dem Deutschen Jazzfestival 2008 mit Christof Lauer; weiter gehörte er zur Band von Peter Klohmann und ist auf mehreren von dessen Alben zu hören. Auch trat er mit Corinna Danzer auf. Sych, der in Frankfurt am Main lebt, war auch am dortigen Schauspielhaus als Theatermusiker tätig.

## Preise und Auszeichnungen
Mit dem Contrast Quartet erhielt Sych 2006 den ersten Preis beim hessenweiten Wettbewerb Jugend jazzt und 2008 das Arbeitsstipendium Jazz der Stadt Frankfurt am Main; das Arbeitsstipendium bekam er 2014 auch mit seinem Quartett Electrolyte. Mit dem Contrast Trio wurde er 2016 mit dem Hessischen Jazzpreis ausgezeichnet.

## Diskographische Hinweise
- Contrast Quartet Second Wave (flexaton 2009, mit Benjamin Steil, Martin Standke, Tim Roth)
- Peter Klohman Live at Bix (Paxophone 2012, mit David Helm und Johannes Klingebiel)
- Peter Klohmann For Funk (Paxophone 2015, mit Andreas Manns, Simon Scheibel und Jonas Vogelsang)
- Contrast Trio Zwei (whyempty 2015, mit Martin Standke, Tim Roth, sowie Bastian Ruppert)
- Jason Schneider The J-Sound Project (Unit Records 2016, mit Ivan Habernal, Uli Schiffelholz, sowie Michael Schreiner)
- Electrolyte Virtual Game (Rodenstein 2021, mit Alberto Menéndez, Bastian Ruppert, Martin Standke)[6]